# Precrítico
Se suele denominar como precrítico o etapa precrítica el pensamiento de Immanuel Kant anterior a la aparición de su Crítica de la razón pura (su etapa crítica).
En la etapa previa a la escritura de la Crítica de la razón pura, Kant sostenía que era posible conocer las cosas en sí mismas, idea que posteriormente rechaza como dogmática.